# هاينز لورينز (منافس ألعاب قوى)
هاينز لورينز (بالتشيكية: Heinz Lorenz)‏ هو منافس ألعاب قوى تشيكي، ولد في 26 نوفمبر 1915 في ليتوميريتسه في التشيك، وتوفي في 15 نوفمبر 2013 في غيريتسريد في ألمانيا.

## وصلات خارجية
- هاينز لورينز على موقع أوليمبيديا (الإنجليزية)
- هاينز لورينز على موقع اللجنة الأولمبية التشيكية (التشيكية)